# 長澤和輝
長澤和輝（1991年12月6日—），日本足球運動員，司職中場，現效力澳洲超級聯賽球隊威靈頓鳳凰，前日本國家足球隊成員。

## 球會生涯
长泽和辉曾力压千葉縣两强的市立船桥高校和流通经济大柏高校，最终代表八千代高校出战过第88届全国高等学校足球锦标赛。那一年长泽上高三，担任队长，最终打入了全国16强。此后长泽进入日本专修大学获得了种种荣誉，2013年毕业于專修大學，属于日本大学生球员出身。凭借出色的脚下技术和中场得分能力，长泽被称为日本大学足球界中场核心。在他21岁毕业那年，获得了浦和红钻、川崎前锋、千叶市原等多家日本球队的关注。
2013年以“特别指定选手”身份为横滨水手效力，在日本联赛杯上曾替补出场1次。12月初，他来到科隆试训了一周，成功打动了教练组。
2013年，长泽和辉拒绝了横滨水手的内定名额，不以日职联赛为跳板，从大学校园直接飞赴德国签约科隆。
在他的第一个赛季，他刚加盟球队不久就占据了右边路的主力位置，为球队的升级做出了贡献。但是第二年，长泽和辉遭遇了膝伤，德甲的出场次数也不足全部赛程的一半。不过，在上赛季接近尾声时他成为了球队左后卫的主要人选。在上赛季32轮和沙尔克04的比赛，他在进攻防守都表现出色。接下来和美因茨及沃尔夫斯堡的赛季最后两场德甲比赛，长泽都首发出场。而这两场比赛，虽然他没能直接进球或贡献助攻，但表现出色。
2014年5月，科隆官方宣布续约长泽和辉，合同期限将到2018年。
长泽和辉和科隆的合同原本到2018年6月。本赛季长泽和辉的出场纪录只有两次：德甲和德国杯各一次。而且经常连18人大名单也进不去。他在科隆二队（主要由U21队员组成，也有一队替补队员，参加德国第四等级联赛）的出场纪录也仅仅有一场。
长泽和辉在冬窗转会期离开欧洲回到日本加盟了浦和红钻，并同时宣布以租借形式先为千叶市原踢球。
浦和红钻官方宣布，长泽和辉正式转会名古屋鲸鱼。

## 國家隊生涯
2013年夏天他曾代表日本大学生国家队，参加了在喀山举行的夏季世界大学生运动会 。
长泽和辉入选过日本国家足球队2017年11月远征欧洲，对阵比利时的比赛中是他的国家队处子秀。

## 個人生活
浦和红钻中场长泽和辉于今天正式入学了早稻田大学的体育科学专业大学院（研究生院），将攻读该专业的硕士学位。

## 外部連結
- オフィシャルWEBサイト
- 長澤和輝的Facebook專頁
- 長澤和輝的X（前Twitter）
- 長澤和輝的Instagram帳戶